# Liphistius lordae
Espèce
Liphistius lordae est une espèce d'araignées mésothèles de la famille des Liphistiidae.

## Distribution
Cette espèce est endémique de l'État Shan en Birmanie,.

## Description
La femelle holotype mesure 13,7 mm.

## Étymologie
Cette espèce est nommée en l'honneur de Pauline Lord.

## Publication originale
- Platnick & Sedgwick, 1984 : A revision of the spider genus Liphistius (Araneae, Mesothelae). American Museum Novitates, no 2781, p. 1-31 (texte intégral).